# Horehound
Albums de The Dead Weather
Sea of Cowards
(2010)
Singles
1. Hang You from the Heavens
Sortie : 11 mars 2009
2. Treat Me Like Your Mother
Sortie : 25 mai 2009
3. I Cut Like A Buffalo
Sortie : 26 octobre 2009

Horehound est le premier album du groupe américain de rock alternatif The Dead Weather, produit par Jack White et publié le 14 juillet 2009 par le label Third Man Records.

## Liste des chansons
| No  | Titre                       | Auteur                          | Durée |
| --- | --------------------------- | ------------------------------- | ----- |
| 1.  | 60 Feet Tall                | Mosshart/Fertita                | 5:33  |
| 2.  | Hang You from the Heavens   | Mosshart/Fertita                | 3:39  |
| 3.  | I Cut Like A Buffalo        | White                           | 3:28  |
| 4.  | So Far from Your Weapon     | Mosshart                        | 3:40  |
| 5.  | Treat Me Like Your Mother   | Fertita/Lawrence/Mosshart/White | 4:10  |
| 6.  | Rocking Horse               | Mosshart/White                  | 2:59  |
| 7.  | New Pony                    | Bob Dylan                       | 3:58  |
| 8.  | Bone House                  | Fertita/Lawrence/Mosshart/White | 3:27  |
| 9.  | 3 Birds                     | Fertita/Lawrence/Mosshart/White | 3:45  |
| 10. | No Hassle Night             | Mosshart/White                  | 2:56  |
| 11. | Will There Be Enough Water? | Fertita/White                   | 6:20  |

## Charts
| Chart (2009)     | Position |
| ---------------- | -------- |
| Royaume-Uni      | 14       |
| États-Unis       | 6        |
| France           | 19       |
| Nouvelle-Zélande | 24       |
| Australie        | 50       |